# زالاباکشا
زالاباکشا (به مجاری:  Zalabaksa) یک شهرداری در مجارستان است که در ناحیه لنتی واقع شده‌است. زالاباکشا ۱۶٫۱ کیلومتر مربع مساحت و ۶۶۳ نفر جمعیت دارد.